# 納米比亞華人
納米比亞華人是居住于納米比亞的华人。納米比亞华人数目在納米比亞獨立後異常增加，但實際人數不詳。

## 移民歷史
中國國際廣播電台報導說，直到1998年，納米比亞只有五十名華人在做生意，但到2005年已經增長到一千多人。在維基解密洩漏的美國外交電報中估計在2009年有三千至四千個華人。反對派政治家如監察行動小組的Jurie Viljoen指出，不受控制的發放工作許可證導致了多達4萬名中國勞工的湧入。

## 貿易
在21世紀初，中國與納米比亞的貿易額度，從2003年的7500萬美元增長到2009年的6億美元 。位於首都温得和克以北距市中心約20分鐘路程的中國城，是北部的工業區，批發和零售中心。由台灣商人李澄原在1998年開業。到2005年，納米比亞的華人商家每年從中國進口約1,000個貨櫃的貨品。
許多中國移民建立小型零售業務，特別是服裝和珠寶。華商的到來已經吸引了當地貿易商對競爭和質量安全的關注。不過，一些納米比亞人歡迎華商加入零售業，因為可創造就業和降低商品成本。

## 內部整合和社區
納米比亞有幾家中式餐館（三家在溫得和克）和雜貨店。中式餐館在納米比亞當地人中很受歡迎。
2010年大使館春節慶祝活動據報吸引了一千多名中國客人，其中包括移民，國際學生，中國跨國公司的代表以及約100位當地人。

## 伸延閱讀
- 王蕾 (2005-01-28), "纳米比亚有座中国城 [Namibia has a Chinatown]", China Radio International, retrieved 2011-10-08